# Castello di Mongialino
Il castello di Mongialino si trova nel comune di Mineo, nei pressi della frazione di Borgo Pietro Lupo. Si trova precisamente in C.da Montalfone nei pressi del fiume Pietrarossa al confine con la provincia di Enna.

## Storia
Risale al basso medioevo (tarda età normanna) ed è dotato di una dongione toroidale (fatto unico nell'architettura siciliana dell'epoca) originariamente di quattro piani, collegati da una scala interna.
Feudatari del castello furono dapprima (1150-1180 circa) i membri della famiglia Paternò con Costantino II Paternò, conte di Buccheri, di Butera e di Martana, poi i membri della famiglia di origine normanna de Luci (il conte Bartolomeo de Luci e poi sua figlia Margherita nel 1199), poi Manfredi di Mazzarino nel 1200, dominio regio nel 1287, Blasco Lancia nel 1320 e Manfredi III Chiaramonte nel 1355.
Il castello viene citato dallo storico Tommaso Fazello nel De Rebus Siculis Decades Duae (1558) e dall'abate Vito Amico nel Lexicon topographicum siculum (1757), riferendo come all'epoca la costruzione fosse per lo più intatta e come nel XVII secolo si fosse tentato di ripopolare la zona. Dai reperti rinvenuti in epoca moderna, risulta che il colle sul quale fu costruito il castello è stato in realtà abitato fin dall'età del bronzo (XII secolo a.C.).
«II castello si compone di un massiccio donjon circolare (di cui rimane in piedi circa metà della prima elevazione e solo pochi ruderi della seconda) e di una cinta di mura, sulla quale sono visibili resti della merlatura, racchiudente un'area irregolarmente poligonale. Il nucleo centrale cilindrico ospita al suo interno, nella parte basamentale, una capiente cisterna, nella quale si convogliavano le acque piovane provenienti dalla copertura.»

## Criticità
Il castello versa in completo abbandono, la struttura presenta evidenti problemi statici con profonde lesioni e parti prossime al crollo. Molte pietre degli archi e del tetto sono in procinto di distaccarsi. La struttura necessiterebbe di interventi urgenti di tamponamento.

## Galleria d'immagini

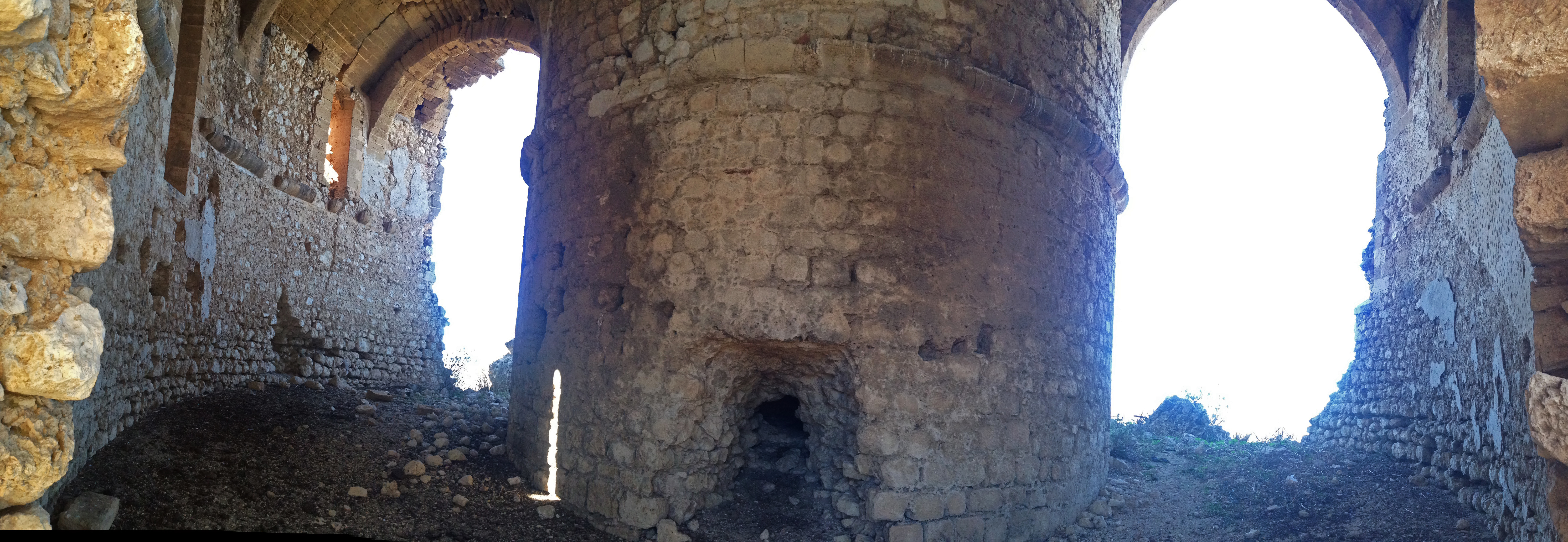
La struttura interna toroidale
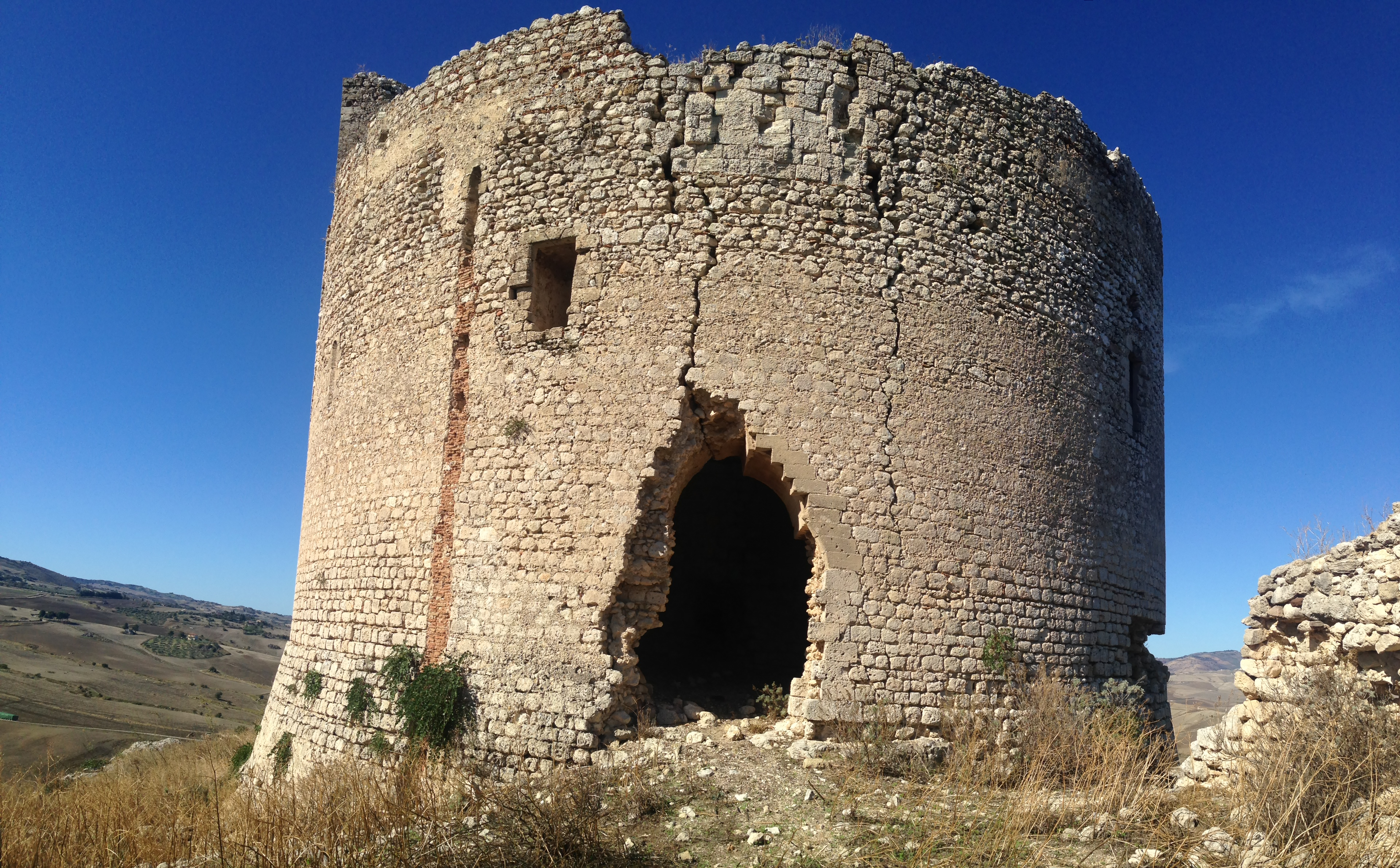
La torre
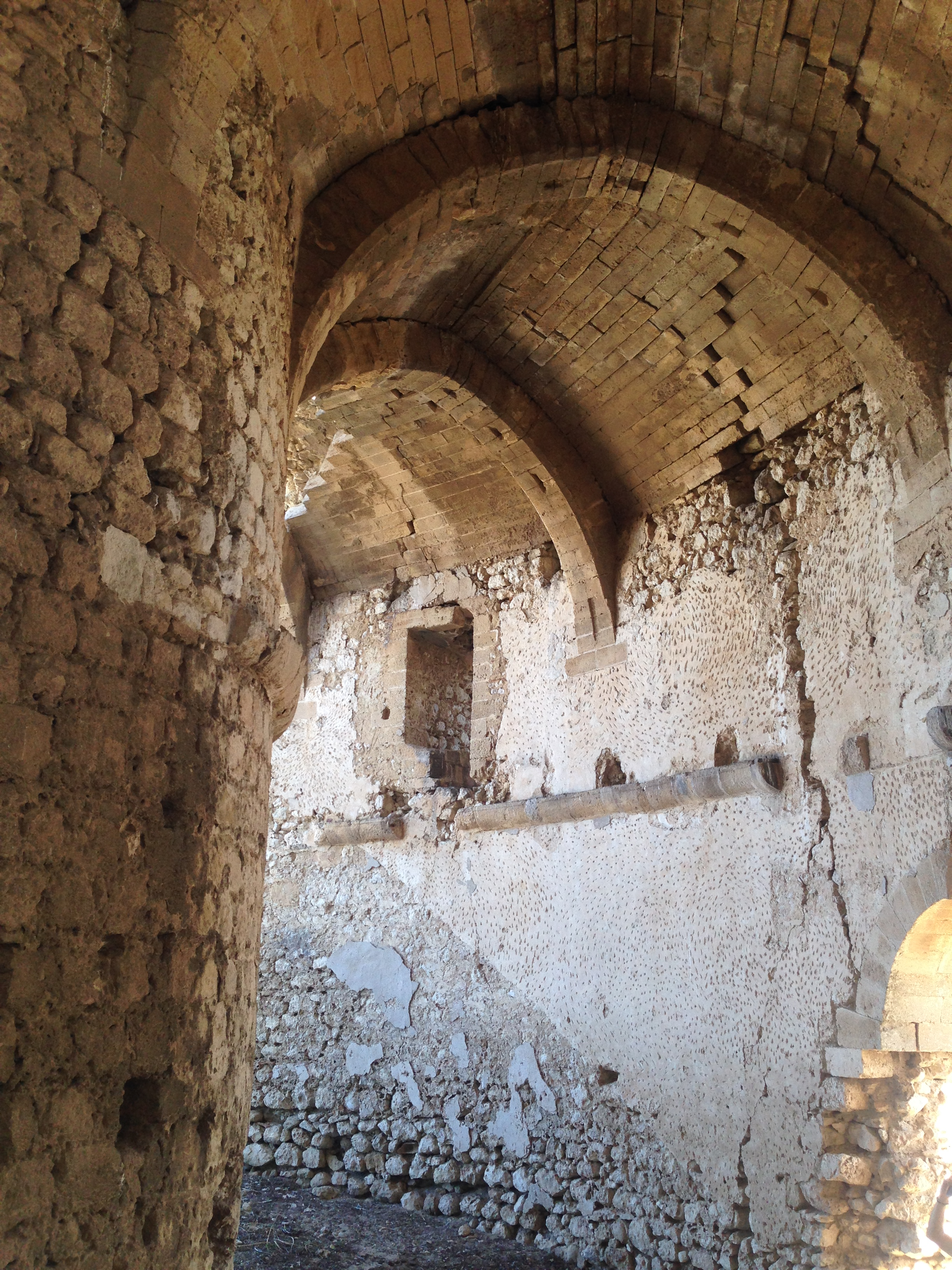
Interni
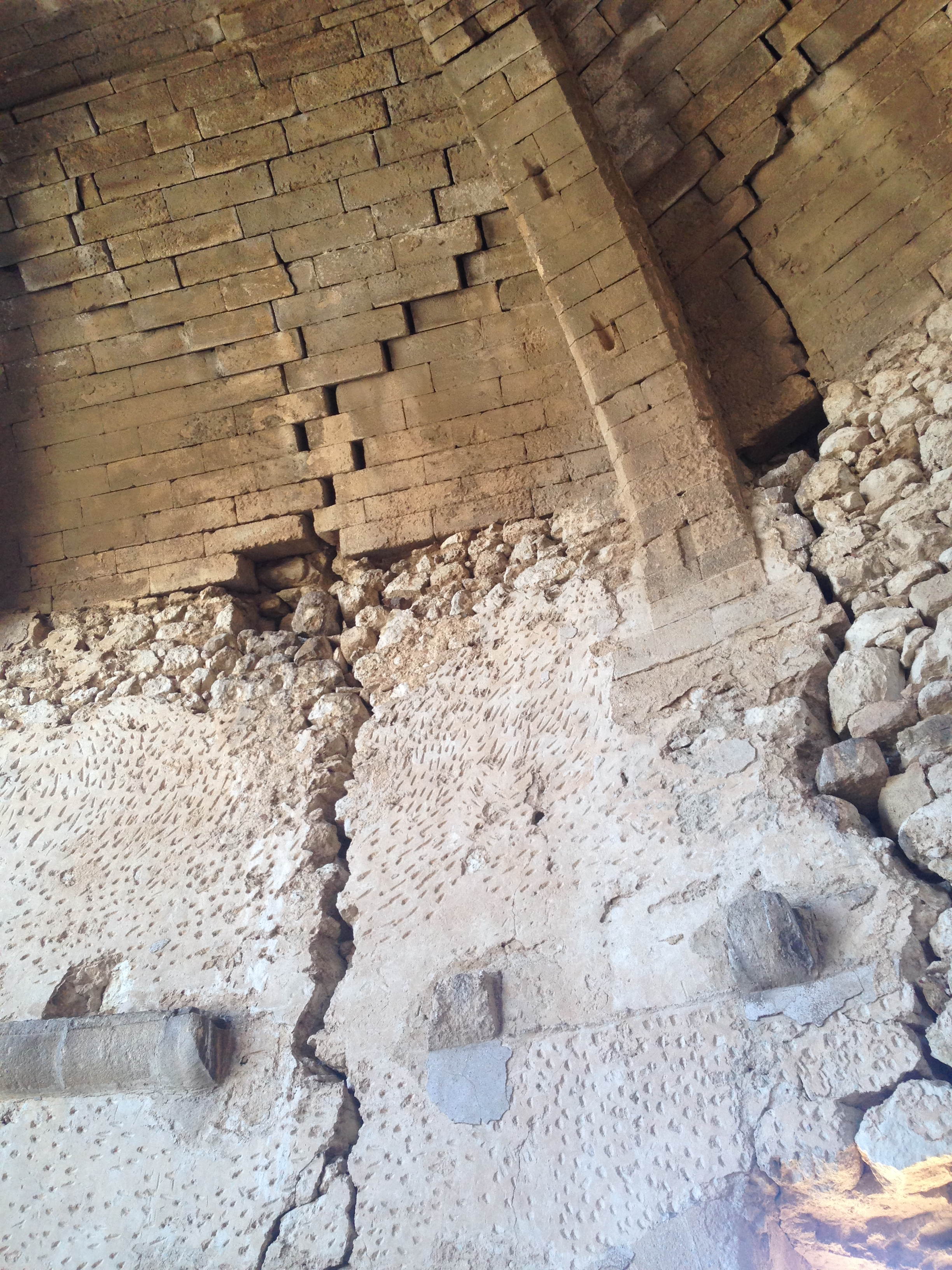
I problemi statici
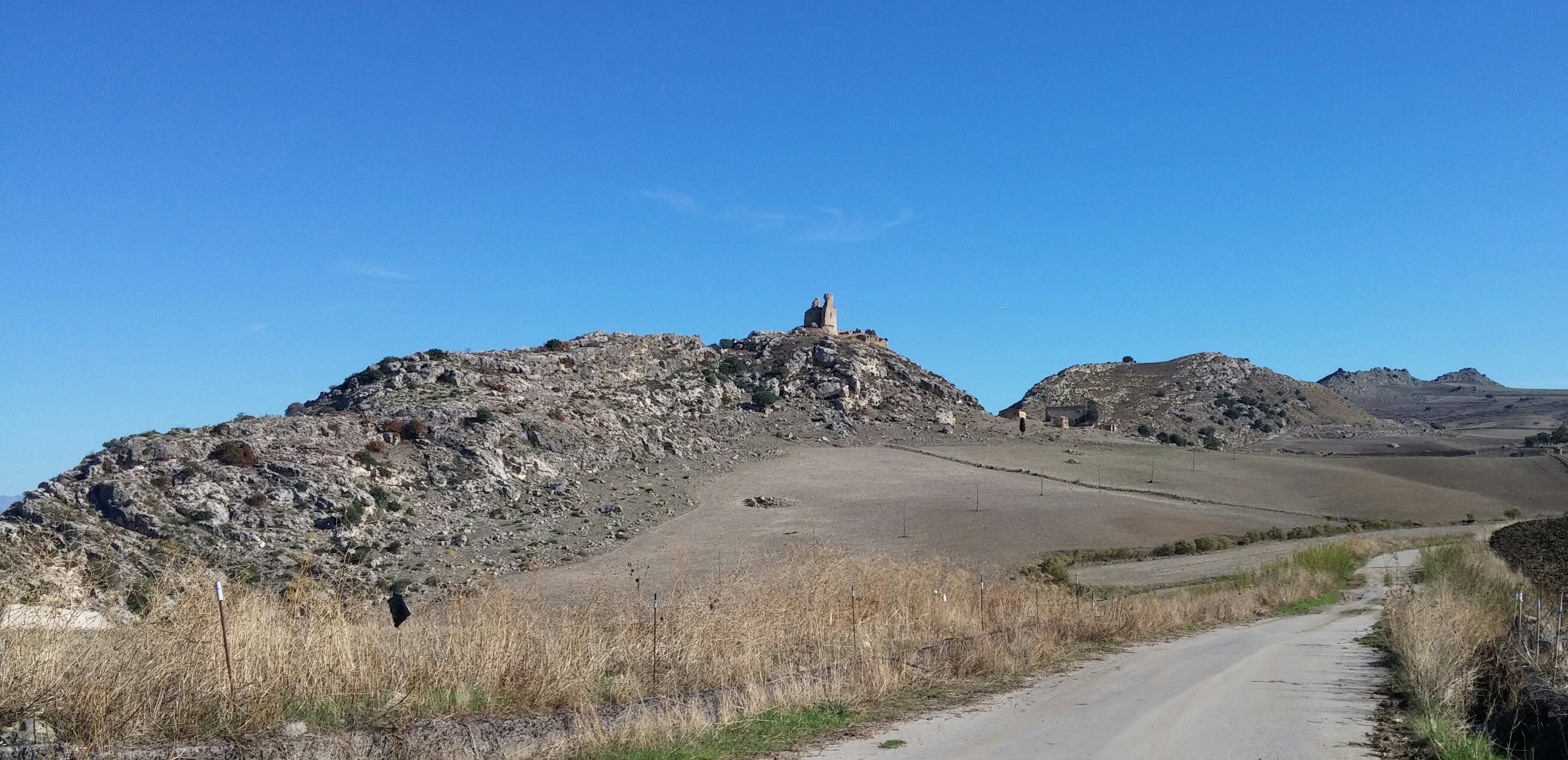
Panorama del Castello